# Synchronisatie

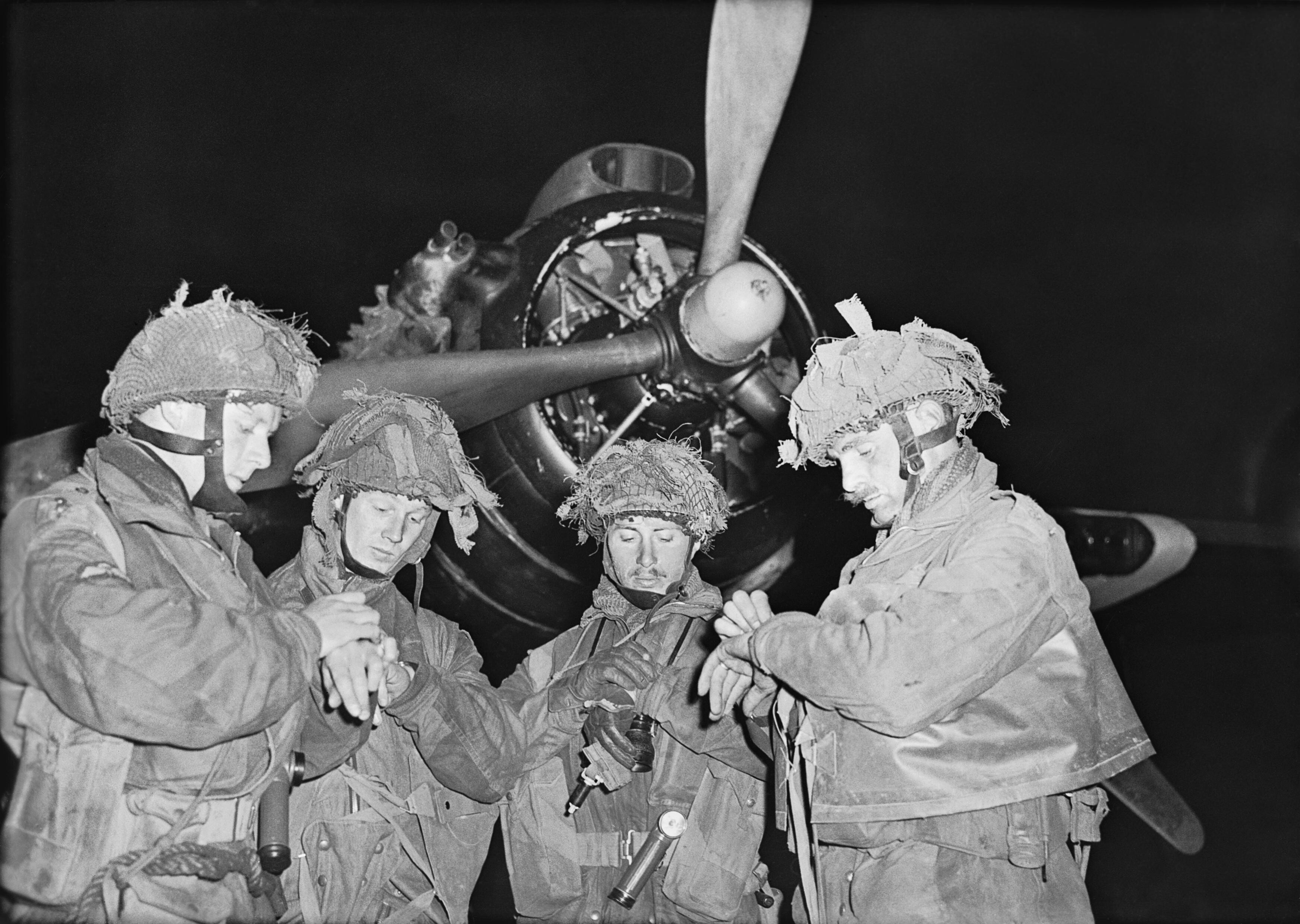
Het gelijk zetten van de horloges voor het uitvoeren van een militaire missie (1944).

Synchronisatie is het proces of het resultaat van iets gelijktijdig maken. Het is afgeleid van het Griekse συν (sýn) 'samen' en χρόνος (chrónos) 'tijd'.
Pas in de negentiende eeuw is synchronisatie in de geschiedenis van de mens een rol van betekenis gaan spelen. De treinen gingen zo snel rijden dat een verschil in lokale tijd op ging vallen. Het gelijk zetten van de klokken langs de spoorlijn werd noodzakelijk. Synchronisatie van de klokken was ook een vereiste voor het veilig gebruik van enkelspoor. De treinen konden zo volgens het spoorboekje blijven rijden, zodat vermeden werd dat twee treinen tegelijkertijd op hetzelfde spoorvak op elkaar aanstormden.
Sindsdien is het belang van synchronisatie alleen maar groter geworden. In de informatica wordt de problematiek van synchroniseren geïllustreerd door het zogenoemde filosofenprobleem.

## Toepassing
Voorbeelden van het gelijk maken van de tijd zijn te vinden bij::
- Film, video, e.d.: het gelijk laten lopen van beeld en geluid.
- Televisiebeelden: de beelden die door een televisietoestel worden weergegeven moeten gelijk lopen met de ontvangen beelden anders worden de ontvangen beelden niet op de goede plek op het tv-scherm getoond. Vergelijkbare synchronisatie vindt plaats bij computerschermen.
- Fotocamera en flits: het gelijktijdig met het openen van de sluiter laten afgaan van de flits wordt flitssynchronisatie genoemd.
- Gedistribueerd programmeren: een vorm van computerprogrammeren waarbij tegelijkertijd uitgevoerde deelprogramma's door synchronisatie met elkaar in de pas worden gehouden.
- Telecommunicatie: bij digitaal transport van informatie zal het uiteindelijk fysiek getransporteerde signaal een analoog signaal zijn; we leven immers in een analoge wereld; synchronisatie van de klok van de ontvanger op de klok in het signaal is noodzakelijk om op die tijdstippen het analoge signaal te bekijken (en te besluiten welk digitaal bit of ander informatie-item verzonden moet zijn) waarbij de kans op een foutieve ontvangst het kleinste is; het gaat hierbij over de fase van de klok aan de ontvangstzijde
- Bestandssynchronisatie, het gelijk maken van een computerbestand dat op verschillende plaatsen los van elkaar is bewerkt. Bijvoorbeeld het agendabeheer op een personal digital assistant (pda of handcomputer) moet regelmatig gesynchroniseerd worden met gegevens op de andere computers waar met de agenda wordt gewerkt.